# Ken Wilber
Kenneth Earl Wilber (* 31. leden 1949) je americký psycholog a filosof, který bývá řazen k transpersonální psychologii, hlubinné psychologii, mysticismu, new age či hlubinné ekologii. Svou filozofii nazývá Integrální teorie, roku 1998 k jejímu šíření založil Integral institute. K jeho nejznámějším knihám patří Theory of Everything, Stručná historie všeho a magnum opus Pohlaví, ekologie, duchovnost (Sex, Ecology, Spirituality).

## Holon a kvadrant
Základními kameny integrální teorie je koncept holonu (což je pojem původně zavedený Arthurem Koestlerem) a tzv. kvadrantu. Pojem holon má vyjádřit, že každá entita má podvojný charakter: na jedné straně má autonomní existenci a existuje sama pro sebe, na druhé je součástí vyšších celků, je na nich závislá, je jimi ovlivňována a ovlivňuje je (obvyklým příkladem bývá buňka lidského těla či jedinec v rámci společnosti). Celostní je takový pohled, který vnímá oba charaktery a udržuje je v rovnováze.
Podobnou rovnováhu Wilber hledá v tzv. kvadrantu. Vzhledem k tomu, že člověk a jeho mysl je rovněž holonem, nelze na ni uplatnit jediný model při pokusu ji pochopit – je souběžně „já“, „to“, „my“ i „ti“. To vytváří jakési částečně samostatné oblasti: „já“ podle Wilbera nejlépe popisuje Freudova psychoanalýza, „to“ Skinnerův behaviorismus, „my“ Gadamerova hermeneutika a „ti“ Marxova ekonomická teorie. To vytváří jakýsi teoretický kvadrant, v němž jednotlivé části jsou komplementární a je třeba se je tak naučit vnímat, byť zdánlivě se jednotlivé způsoby pohledu vylučují.
Obecně je dle Wilbera kvadratický pohled nutný na každý holon, byť výkladové modely už nejsou stejné jako u člověka a jeho subjektivity.
S pomocí kvandrantu Wilber nastolil i svou teorii pravdy. I pravdy existují čtyři (individuálně-vnitřní – autenticita, individuálně-vnější – fakticita, kolektivně-vnitřní – spravedlnost, kolektivně-vnější – funkčnost).
Kromě Freuda, Marxe, Skinnera a Gadamera Wilber ovšem syntetizuje mnoho jiných teorií, užívá myšlenky kvantového fyzika Davida Bohma, fyzika Ilji Prigogina, psychologů Jeana Piageta, Carla Gustava Junga, Erika Eriksona či Abrahama Maslowa, spisovatelů Aldouse Huxleyho či Ralpha Waldo Emersona, řady západních klasiků (Platón, Plótínos) či východní filozofie (zejména Šrí Aurobindo), pro niž se nadchl již v mládí, kdy se buddhismus a taoismus v 60. letech staly v USA velmi populární.